# スペースウォッチ
スペースウォッチ (Spacewatch) とは、小惑星の研究を専門に行っているプロジェクトのことであり、アリゾナ州ツーソンにあるキットピーク国立天文台にて研究を行っている。
アリゾナ大学教授のロバート・マクミランが代表を務めている。1980年にトム・ゲーレルスとマクミランにより設立された。1.8m望遠鏡や0.9m望遠鏡などを使用している。また、地球近傍小惑星の探査のため、4mメイヨール望遠鏡や2.3mBok望遠鏡を使用している。
1984年以来は0.9m望遠鏡がスペースウォッチで使われていたが2000年以来、1.8m望遠鏡が導入された。0.9m望遠鏡は現在も改良を重ね、電子の検知等に使われている。

## 主な発見
| LINEAR NEAT Spacewatch LONEOS | CSS パンスターズ NEOWISE その他 |

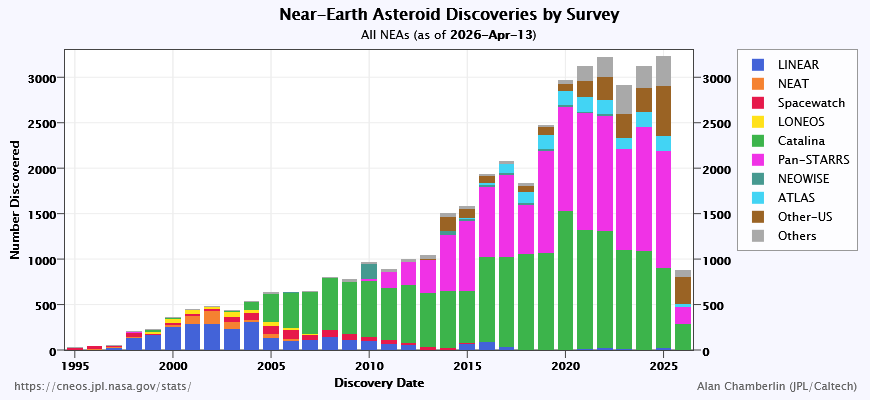
地球近傍小惑星の発見した団体・年別グラフ

スペースウォッチは、1999年10月6日に木星の衛星カリロエを発見したことで知られている。発見当初、スペースウォッチの研究チームはカリロエを小惑星であると認識していたが、2000年7月18日にティモシー・スパールによって木星の衛星であることが確認された。
また、(5145) フォルス、(20000) ヴァルナ、1998 KY26、(35396) 1997 XF11などの天体を発見したことでも知られている。長期間行方不明となっていた(719) アルベルトを再発見したことや、スペースウォッチ彗星(125P)を発見したことでも有名である。発見した小惑星の数は2019年12月22日時点で153510個もあり、発見した小惑星の個数が一番多い団体でもある。ここでは以下に代表的な小惑星のみを挙げる。
| 番号と名前              | 仮符号     | 特記事項                                | 脚注   |
| ----------------------- | ---------- | --------------------------------------- | ------ |
| (719) アルベルト        | 2000 JW8   | 長い間見失われていた。                  |        |
| (4255) スペースウォッチ |            | 名称は当プロジェクトにちなむ            | [ 6 ]  |
| (5145)フォルス          | 1992 AD    | 直径が100kmもあり、離心率は0.5を越す。  | [ 7 ]  |
| (9793) Torvalds         | 1996 BW4   |                                         | [ 8 ]  |
| (9882) Stallman         | 1994 SS9   | 軌道傾斜角がほぼ1°しかない。            | [ 9 ]  |
| (9885) Linux            | 1994 TM14  |                                         | [ 10 ] |
| (9965) GNU              | 1992 EF2   | GNUプロジェクトにちなんで名付けられた。 | [ 11 ] |
| (20000) ヴァルナ        | 2000 WR106 | 近日点が40AUもある太陽系外縁天体。      | [ 12 ] |
| (35396)                 | 1997 XF11  | 1km前後の地球近傍小惑星。               | [ 13 ] |
| (48639)                 | 1995 TL8   | 遠日点は64AUにも及ぶ太陽系外縁天体。    | [ 14 ] |
| (60558) エケクルス      | 2000 EC98  | 彗星でもある小惑星。                    | [ 15 ] |
| (136617)                | 1994 CC    | 衛星を2つもつ地球近傍小惑星。           | [ 16 ] |
| (174567) Varda          | 2003 MW12  | 直径700km越えの太陽系外縁天体。         | [ 17 ] |
| 番号なし                | 1998 KY26  | 10分に1回回転する天体。                 | [ 18 ] |
| 番号なし                | 2013 BS45  |                                         | [ 19 ] |